# Victory Road (2024)
Victory Road (2024) – gala wrestlingu organizowana przez amerykańską federację Total Nonstop Action Wrestling (TNA), która była transmitowana na żywo za pomocą platformy TNA+. Odbyła się 13 września 2024 w Boeing Center at Tech Port w San Antonio w stanie Teksas. Była to osiemnasta gala z cyklu Victory Road, a zarazem szósta gala TNA+ Monthly Specials w 2024 roku.
Na gali odbyło się dziewięć walk, w tym dwie w pre-show Countdown to Victory Road. W walce wieczoru, Nic Nemeth pokonał Moose’a broniąc TNA World Championship. W innych ważnych walkach, Jordynne Grace pokonała supergwiazdę NXT Wendy Choo, utrzymując TNA Knockouts World Championship, The System (Brian Myers i Eddie Edwards) pokonali ABC (Ace’a Austina i Chrisa Beya) i zdobyli TNA World Tag Team Championship, a Joe Hendry pokonał Josha Alexandera.

## Tło
14 czerwca 2024 na Against All Odds, Total Nonstop Action Wrestling ogłosiło że gala Victory Road odbędzie się 13 września 2024 w Cleveland Masonic Temple w Cleveland w stanie Ohio. Jednak 22 lipca TNA ogłosiło, że wydarzenie zostanie przeniesione do Boeing Center w Tech Port w San Antonio w stanie Teksas.

## Rywalizacje
Victory Road oferowało walki wrestlingu z udziałem różnych zawodników na podstawie przygotowanych wcześniej scenariuszy i rywalizacji, które są realizowane podczas cotygodniowych odcinków programu Impact!. Wrestlerzy odgrywają role pozytywnych (face) lub negatywnych bohaterów (heel), którzy rywalizują pomiędzy sobą w seriach walk mających budować napięcie.

### Pojedynek o TNA World Championship
Pod koniec Hard To Kill, Nic Nemeth zadebiutował w TNA, atakując nowego TNA World Championa Moose’a. Powstały feud pomiędzy nimi zakończył się trzy miesiące później walką o tytuł na Rebellion, gdzie Moose zachował tytuł. Nemeth kontynuował feud z Moosem i jego stajnią The System (Brian Myers, Eddie Edwards, Alisha Edwards i Johnny Dango Curtis (JDC)) przez następne kilka miesięcy. Doprowadziło to do six-way elimination matchu o TNA World Championship na Slammiversary, gdzie Nemeth w końcu zdobył tytuł; chociaż nie przypiął ani nie poddał Moose’a, aby to zrobić. W następnym miesiącu na Emergence, po tym, jak The System wziął udział w eight-man tag team matchu, Moose wezwał Nemetha do rewanżu wynikającego z umowy. Później tej samej nocy, po zakończeniu emisji programu, Nemeth, który obronił tytuł w Iron man matchu z Joshem Alexanderem, przyjął wyzwanie na Victory Road.

### Pojedynek o TNA World Tag Team Championship
Na Sacrifice, Brian Myers i Eddie Edwards z The System zdobyli TNA World Tag Team Championship od ABC (Ace Austin i Chris Bey). System panowali jako mistrzowi przez ponad cztery miesiące, podczas gdy ABC pracowało nad swoją chemią, od czasu do czasu przenosząc się do rywalizacji singlowej, zanim powrócili do akcji tag teamowej. ABC ostatecznie wprowadziło klauzulę rewanżową na Slammiversary, gdzie pokonali The System i odzyskali tytuły. Na odcinku TNA Impact! po Emergence, The System rozpoczeli show, podczas którego Myers i Edwards ogłosili, że powołają się na klauzulę rewanżową o TNA World Tag Team Championship, organizując rubber match z ABC na Victory Road.

### Pojedynek o TNA Knockouts World Tag Team Championship
Na Under Siege, The Malisha (Alisha Edwards i Masha Slamovich) pokonały Spitfire (Dani Lunę i Jody Threat) i zdobyły TNA Knockouts World Tag Team Championship, a Edwards uderzyła Lunę kijem do kendo przed końcem walki. Gdy Malisha nadal panowały, Spitfire zostały poddane kilku walkom próbnym przez swojego mentora Larsa Frederiksena, zanim pomyślały o rewanżu. Rewanż miał wkrótce nastąpić podczas pre-show Countdown to Slammiversary, ale ponownie The Malisha wygrały i zachowały tytuły dzięki oszustwu, gdy Threat uderzyła głową w jeden z tytułów umieszczonych na rogu przez Edwards. Spitfire zemściły się na Emergence po tym, jak one i TNA Knockouts World Championka Jordynne Grace pokonały The Malishę i Ash by Elegance w six-knockout tag team matchu. Podczas kolejnego odcinka TNA Impact!, gdy The System stał na ringu, Spitfire skonfrontowały się z nimi i ogłosiły, że zapewniły sobie kolejną walkę o tytuł z The Malishą na Victory Road. Jeśli jednak Spitfire przegra, muszą rozwiązać się jako zespół. Niestety, w dniu Victory Road TNA ogłosiło, że Edwards po kontuzji na Emergence nie jest w stanie uczestniczyć w walce ze względów zdrowotnych i zostanie zastąpiona przez Tashę Steelz.

### Joe Hendry vs. Josh Alexander
Na Slammiversary, Josh Alexander przeszedł heel turn po zadaniu low blow Joe Hendry’emu, eliminując go z walki o TNA World Championship. Po tygodniach odmawiania wyjaśnień, Alexander w końcu odniósł się do swoich działań 8 sierpnia podczas TNA Impact!, stwierdzając, że jego praca w TNA przez ostatnie cztery lata, która utorowała drogę na szczyt Hendry’emu i Nicowi Nemethowi, została przeoczona. Po Emergence, po tym jak Alexander pokonał Kushidę w zaimprowizowanej walce, Hendry pocieszył Kushidę przed konfrontacją z Alexandrem, mówiąc, że nie zapomniał, co mu zrobił na Slammiversary. Podczas walki wieczoru, kiedy Hendry współpracował z Mikiem Santaną przeciwko They System (Moose i JDC), Alexander, który zajął miejsce w stole komentatorskim, kosztował Hendry’ego i Santanę walkę po ponownym low blow na Hendry’ego. TNA ogłosiło później, że walka pomiędzy Alexandrem i Hendrym odbędzie się na Victory Road.

### Pojedynek o TNA X Division Championship
Na Emergence, Zachary Wentz wygrał TNA X Division Championship w Ultimate X matchu, pokonując ówczesnego mistrza Mike’a Baileya, Laredo Kida, Hammerstone’a, Jasona Hotcha i wrestlera NXT Rileya Osborne’a. Podczas kolejnego TNA Impact!, Wentz świętował zdobycie swojego pierwszego singlowego mistrzostwa na ringu, po czym przerwał mu Bailey, który oświadczył, że będzie miał swój rewanż z Wentzem o tytuł na Victory Road.

### Pojedynek o TNA Knockouts World Championship
5 września na odcinku TNA Impact!, Jordynne Grace była gospodarzem otwartego wyzwania o TNA Knockouts World Championship, na które odpowiedziała wrestlerka NXT Karmen Petrovic. Gdy Rosemary obserwowała to z balkonu, Grace zachowała swój tytuł, tylko po to, by stać się ofiarą ataku przy zgaszonym świetle; jedynym pozostawionym dowodem była poduszka. Pięć dni później, Grace była gospodarzem kolejnego otwartego wyzwania na WWE NXT, co było pierwszą obroną mistrzostwa TNA w telewizji WWE. Wyzwanie zostało przyjęte przez Sol Rucę, ale zakończyło się bez rezultatu po tym, jak Grace została zaatakowana przez Rosemary i jej sojuszniczkę z NXT Wendy Choo. Następnego dnia, Grace wyzwała Choo na walkę o tytuł na Victory Road, co TNA ogłosiło oficjalnie.

### PCO i Rhino vs. Matt Cardona i Steph De Lander
1 sierpnia na odcinku TNA Impact!, będącym kulminacją rozwijającego się romansu, PCO i Steph De Lander odbyli ceremonię ślubną na ringu, której przewodniczył dyrektor władz TNA Santino Marella. Niestety ceremonię przerwał Matt Cardona, partner tag teamowy De Lander na scenie niezależnej. Tam zaatakował PCO blokiem żużla przebranym za prezent, jednocześnie nieumyślnie uderzając Marellę. W następnym tygodniu, Cardona zrujnował miesiąc miodowy pary i ponownie zaatakował PCO z pomocą dwóch osób (później okazało się, że byli to Madman Fulton i Kon). Następnie Marella zagroził, że pozwie Cardonę za atak na niego, chyba że zgodzi się na walkę z PCO na TNA Impact!, na co Cardona kazał w następnym tygodniu zorganizować six-person tag team match z nim, De Lander i tajemniczym partnerem przeciwko PCO, drużbie Rhino i druhnie Xii Brookside. Jednak Cardona następnie twierdził, że został zdyskwalifikowany ze względów medycznych z walki z powodu rozdarcia mięśnia piersiowego, więc wysłał Fultona i Kona, aby zostali partnerami De Lander. Ku radości De Lander i rozczarowaniu Cardony drużyna PCO i tak odniosła zwycięstwo. Następnie wyznaczono walkę pomiędzy PCO i Cardoną na Emergence. Mimo to Cardona ponownie zgłosił problemy zdrowotne i tym samym miał innego przeciwnika dla PCO, którym okazała się być Shera. Nawet wtedy PCO zdołał pokonać Sherę. Na kolejnym odcinku TNA Impact!, De Lander w końcu skonfrontowała się z Cardoną na ringu za swoje czyny. Tam Cardona ujawnił, że kiedy on i De Lander połączyli siły ponad dwa lata temu, De Lander podpisała z Cardoną kontrakt, na mocy którego pożyczyła mu swoje usługi w zamian za kilka korzyści, co, jego zdaniem, w rzeczywistości uczyniło ją jego „własnością”. TNA ostatecznie zaplanowało tag team match na Victory Road pomiędzy PCO i Rhino oraz Cardoną i wybranym przez niego partnerem, do którego wybrał De Lander.

## Wyniki walk
| Nr                                                                   | Wyniki | Stypulacje | Czas  |
| -------------------------------------------------------------------- | --- | --- | ----- |
| 1P                                                                   | Kushida pokonał Leona Slatera poprzez submission                                                                           | Singles match | 7:52  |
| 2P                                                                   | Hammerstone i Jake Something pokonał Erica Younga i Steve’a Maclina poprzez pinfall                                        | Tag team match | 7:46  |
| 3                                                                    | The Hardys ("Broken" Matt Hardy i Jeff Hardy) pokonali Fir$t Cla$$ (A. J. Francisa i KC Navarro) poprzez pinfall           | Tag team match | 9:38  |
| 4                                                                    | Mike Bailey pokonał Zachary’ego Wentza (c) poprzez pinfall                                                                 | Singles match o TNA X Division Championship                                                                              | 17:32 |
| 5                                                                    | Spitfire (Dani Luna i Jody Threat) pokonały Mashę Slamovich (c) i Tashę Steelz (z Alishą Edwards) poprzez pinfall          | Tag team match o TNA Knockouts World Tag Team Championship Gdyby Spitfire przegrały, musiałby rozwiązać się jako zespół. | 11:09 |
| 6                                                                    | Joe Hendry pokonał Josha Alexandera poprzez submission                                                                     | Singles match | 16:51 |
| 7                                                                    | The System (Brian Myers i Eddie Edwards) (z Alishą Edwards) pokonali ABC (Ace’a Austina i Chrisa Beya) (c) poprzez pinfall | Tag team match o TNA World Tag Team Championship                                                                         | 15:17 |
| 8                                                                    | Jordynne Grace (c) pokonała Wendy Choo poprzez pinfall                                                                     | Singles match o TNA Knockouts World Championship                                                                         | 11:06 |
| 9                                                                    | Nic Nemeth (c) pokonał Moose’a poprzez pinfall                                                                             | Singles match o TNA World Championship                                                                                   | 19:38 |
| (c) – mistrz/mistrzyni przed walkąP – walka miała miejsce w pre-show | | |       |